# Lijst van voetbalinterlands Denemarken - Estland
Deze lijst van voetbalinterlands is een overzicht van alle officiële voetbalwedstrijden tussen de nationale teams van Denemarken en Estland. De landen speelden tot op heden een keer tegen elkaar: een vriendschappelijke wedstrijd op 30 mei 2004 in Tallinn.

## Wedstrijden
| № | Plaats  | Datum       | Competitie        | Wedstrijd            | Uitslag |
| - | ------- | ----------- | ----------------- | -------------------- | ------- |
| 1 | Tallinn | 30 mei 2004 | Vriendschappelijk | Estland – Denemarken | 2 – 2   |

## Samenvatting
| Competitie        | Totaal gespeeld | Winst Denemarken | Gelijk | Winst Estland | Doelsaldo Denemarken – Estland |
| ----------------- | --------------- | ---------------- | ------ | ------------- | ------------------------------ |
| Vriendschappelijk | 1               | 0                | 1      | 0             | 2 − 2                          |
| Totaal            | 1               | 0                | 1      | 0             | 2 − 2                          |

Wedstrijden bepaald door strafschoppen worden, in lijn met de FIFA, als een gelijkspel gerekend.

## Details

### Eerste ontmoeting
De eerste ontmoeting tussen de nationale voetbalploegen van Estland en Denemarken vond plaats op 30 mei 2004. Het vriendschappelijke duel, bijgewoond door 4.800 toeschouwers, werd gespeeld in de A. Le Coq Arena in Tallinn, en stond onder leiding van scheidsrechter Ruud Bossen uit Nederland. Hij deelde één gele kaart uit.
| Vriendschappelijk (Tallinn, Estland, 30 mei 2004): |              | |
| Estland | 2 – 2        | Denemarken |
| Kristen Viikmäe 76' Joel Lindpere 90' | goals        | 28' Jon Dahl Tomasson 79' Kenneth Pérez |
| Arno Pijpers | bondscoach   | Morten Olsen |
| Martin Kaalma Teet Allas Andrei Stepanov Enar Jääger Ragnar Klavan Taavi Rähn Ott Reinumäe 60' Martin Reim Kristen Viikmäe Vjatšeslav Zahovaiko Joel Lindpere | opstellingen | Thomas Sørensen René Henriksen 46' Martin Laursen 72' Niclas Jensen Thomas Helveg 84' Jesper Grønkjær 66' Claus Jensen Daniel Jensen Christian Poulsen 66' Jon Dahl Tomasson Dennis Rommedahl |
| Aleksander Saharov 60' 89' Andres Oper 89' | wissels      | 46' Per Krøldrup 66' Kenneth Pérez 66' Ebbe Sand 72' Kasper Bøgelund 84' Peter Løvenkrands |
| | gele kaarten | 59' René Henriksen |